# Смитвил (Мисури)
Смитвил (енгл. Smithville) град је у америчкој савезној држави Мисури.

## Демографија
По попису из 2010. године број становника је 8.425, што је 2.911 (52,8%) становника више него 2000. године.
| Група             | 2000.         | 2010.         |
| Белци             | 5.293 (96,0%) | 7.924 (94,1%) |
| Афроамериканци    | 12 (0,2%)     | 57 (0,7%)     |
| Азијати           | 21 (0,4%)     | 56 (0,7%)     |
| Хиспаноамериканци | 108 (2,0%)    | 220 (2,6%)    |
| Укупно            | 5.514         | 8.425         |